# 下前山
28°02′23″N 121°24′47″E / 28.03977°N 121.41295°E
下前山岛，是中华人民共和国浙江省台州市玉环市鸡山乡辖下的一个岛屿。

## 特点
下前山岛在中鹿岛的南面，当地渔民称“下面”，因此得名“下前山”。整个岛形呈不规则椭圆形，南北走向，面积0.35平方公里，山丘海拔99.6米。1979年，当地从苍南引入龙头鱼定刺网进行捕捞，下前门以南海域的捕捞集中在春夏两季，主要以龙头鱼为主。